# Rivière du Nord (rivière Gabriel)
Pour les articles homonymes, voir Rivière du Nord.
La rivière du Nord est un affluent de la rive nord de la rivière Gabriel, laquelle coule vers l'ouest pour se déverser sur la rive est de la rivière du Pin qui a son tour coule vers le nord jusqu'à la rive sud de la rivière du Sud (Montmagny) ; cette dernière coule d'abord vers l'ouest, puis vers le nord-est jusqu'à la rive sud du fleuve Saint-Laurent, dans la région administrative de Chaudière-Appalaches, au Québec, au Canada.
La rivière du Nord traverse les municipalités régionales de comté (MRC) de :
- Montmagny : municipalité de Saint-Paul-de-Montminy ;
- Bellechasse : municipalité de Saint-Philémon.

## Géographie
La rivière du Nord prend sa source en zone montagneuse dans le 6e rang dans la municipalité de Saint-Paul-de-Montminy dans les Monts Notre-Dame. Cette source est située au nord-ouest du lac Gosselin.
À partir de sa source, la rivière du Nord coule dans une vallée encaissée sur environ 10 km selon les segments suivants :
- vers l'ouest, jusqu'à la route du 5e rang ;
- vers l'ouest, jusqu'à la route 216 qu'elle traverse du côté ouest du village de Saint-Paul-de-Montminy ;
- vers le sud-ouest, en longeant la route 216 du côté nord, jusqu'à la confluence du ruisseau Tanguay ;
- vers l'ouest, jusqu'à limite entre Saint-Paul-de-Montminy et Saint-Philémon ;
- vers l'ouest, en coupant la route Gabriel, jusqu'à sa confluence.

La rivière du Nord se déverse sur la rive nord de la rivière Gabriel. Cette confluence est située du côté sud de la route 216 et en amont de la confluence de la rivière Gabriel.

## Toponymie
Le toponyme Rivière du Nord a été officialisé le 8 février 1977 à la Commission de toponymie du Québec.